# Kaukauna (hrabstwo Outagamie)
Kaukauna – miasto w Stanach Zjednoczonych, w stanie Wisconsin, w hrabstwie Outagamie.